# Protestas en Georgia de 2009

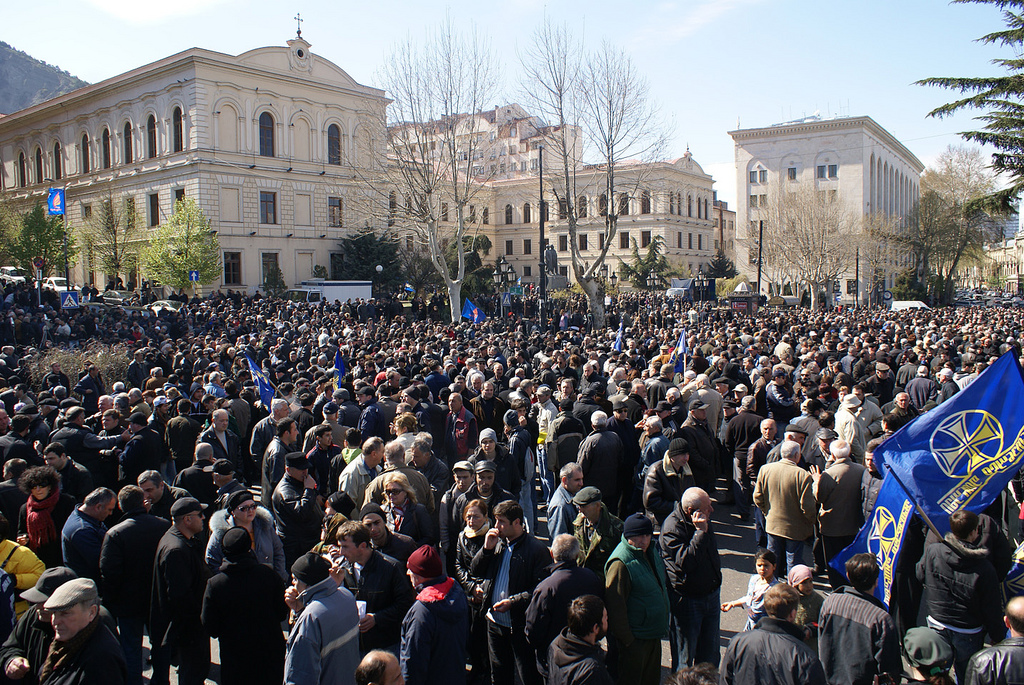
Día 2 de manifestaciones

Las protestas en Georgia de 2009 fueron manifestaciones masivas de una coalición de partidos de la oposición contra el gobierno del presidente Mijeíl Saakashvili. Miles de personas se manifestaron, principalmente en la capital, Tiflis, a partir del 9 de abril de 2009, exigiendo la dimisión de Saakashvili. El primer día de manifestaciones, hasta 40 000 personas se reunieron en Tiflis. Los activistas de la oposición esperaban entre 100 000 y 150 000 participantes. Las protestas continuaron durante más de tres meses, aunque con el paso del tiempo participaron menos personas que durante los primeros días. El 26 de mayo de 2009, el Día de la Independencia de Georgia, participaron 60 000 manifestantes. Aunque pacíficos al principio, hubo incidentes de enfrentamientos entre la policía georgiana y los manifestantes. Los mítines diarios disminuyeron gradualmente y terminaron, sin lograr ningún resultado tangible, el 24 de julio; 107 días después de su inicio.

## Planes de la oposición
El 27 de marzo de 2009, 13 partidos de la oposición acordaron realizar una manifestación para exigir la renuncia de Saakashvili en un anuncio llamado Manifiesto de Unidad. Fue firmado por la Alianza por la Libertad; Partido Conservador; Movimiento Democrático - Georgia Unida; Georgia's Way; Partido de los Industriales; Movimiento por Georgia Unida; Partido del Pueblo; y la Alianza por Georgia, que anteriormente había mostrado reservas sobre unirse a las manifestaciones. Levan Gachechiladze, excandidato presidencial de la oposición, se ha sumado al documento como político individual.
Según Eka Beselia, portavoz del Partido por una Georgia Unida, la protesta tiene como objetivo cambiar el poder de manera constitucional. "La acción se detendrá solo cuando el poder de Gachechiladze llegue a su fin. Lo obligaremos a renunciar mediante una protesta pacífica pero a nivel nacional", dijo Beselia el 13 de marzo. Salome Zourabichvili subrayó el 8 de abril que los manifestantes permanecerán en las calles hasta que el presidente renuncie.
Se eligió la fecha del 9 de abril de 2008 porque será el vigésimo aniversario del día en que 20 personas murieron cuando las tropas del Ejército Rojo soviético dispersaron una manifestación a favor de la independencia en Tiflis.
Los partidos de la oposición han acusado a Saakashvili de concentrar el poder para sí mismo, de utilizar a la policía antidisturbios para aplastar las manifestaciones de la oposición en 2007 y del desastre de la guerra de Osetia del Sur de 2008. "No creo que deba sorprendernos que después de que perdimos el 20% del territorio georgiano y no tenemos democracia en el país, estemos pidiendo la renuncia del presidente", dijo el líder opositor Nino Burjanadze.

## Preparativos
El 8 de abril, Maestro TV, a favor de la oposición, con sede en Tiflis, emitió un breve vídeo en el que informaba al público que la oposición y sus partidarios comenzarían a reunirse en tres lugares distintos de la ciudad capital: en la Plaza Avlabari, la Universidad Estatal de Tiflis y en la sede de la Radio Pública de Georgia para posteriormente unirse a las afueras del Parlamento en la avenida Rustaveli.
Diplomáticos extranjeros han pedido un diálogo entre el gobierno y la oposición, y la Iglesia Ortodoxa de Georgia ha instado a la oposición, al gobierno y al ejército georgiano a no recurrir a la fuerza.
El 8 de abril de 2009, la policía georgiana estableció un Centro de Monitoreo para supervisar las manifestaciones e invitó a diplomáticos extranjeros a vigilar de cerca las acciones de la policía y los manifestantes. La oficina del defensor público georgiano Sozar Subari y un grupo de organizaciones no gubernamentales locales también supervisarán los hechos. Irakli Alasania, líder de la Alianza por Georgia, dijo que la oposición estaba dispuesta a cooperar con los organismos encargados de hacer cumplir la ley para brindar seguridad durante los mítines.
El presidente Saakashvili ha declarado que "no hay alternativa al diálogo" y que el gobierno está dispuesto a hablar incluso "con el grupo más pequeño y radical". El ministro del Interior de Georgia, Vano Merabishvili, dijo que las autoridades mostrarían "máxima tolerancia" hacia los manifestantes y que la policía tomaría represalias en caso de que la oposición intentara asaltar los edificios gubernamentales. Equipos de bomberos y cientos de policías con equipo completo antidisturbios se colocaron en el patio del parlamento en el centro de Tiflis a principios del 9 de abril.

## Eventos

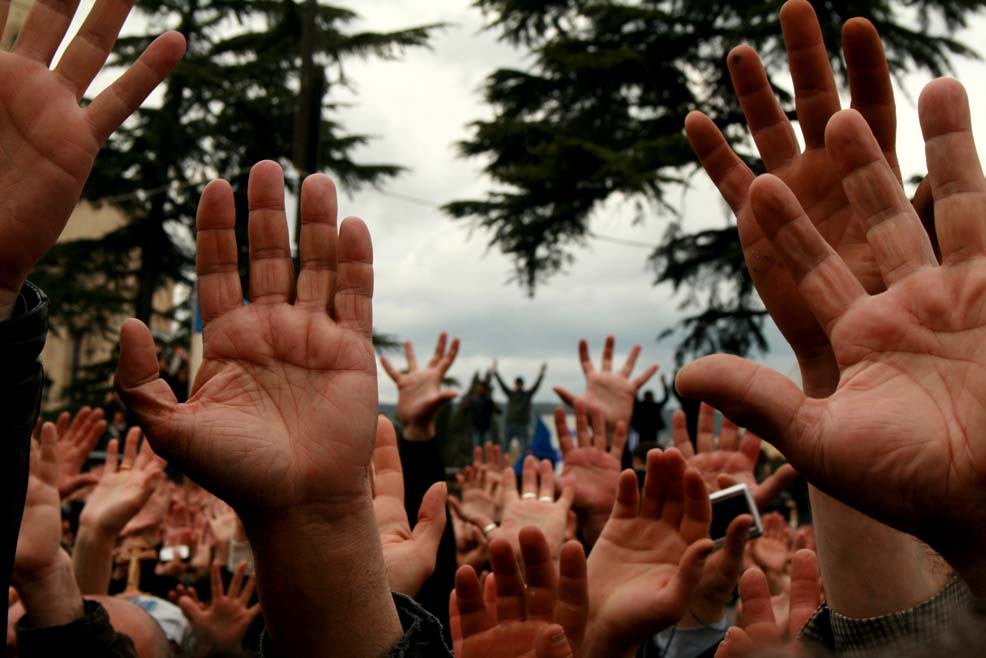
Los manifestantes levantan las manos para mostrar que no tienen armas.

En la mañana del 9 de abril, el partido Movimiento Democrático-Georgia Unida afirmó que 60 de sus miembros habían sido detenidos en redadas nocturnas. Hasta 40 000 personas se reunieron en Tiflis el 9 de abril. Los manifestantes le dieron tiempo a Saakashvili hasta las 11:00 GMT del viernes 10 de abril para ponerse de pie y aceptar las demandas. Unos cientos de manifestantes pasaron la noche fuera del parlamento. Los líderes de la oposición pidieron a la gente que se reuniera nuevamente en la tarde del día siguiente. Eka Beselia dijo que no esperaba que Saakashvili cumpliera con el plazo y que se planearon acciones concretas para el viernes.
El 10 de abril, alrededor de 20 000[cita requerida] personas participaron en la manifestación en Tiflis. La oposición anunció el inicio de una campaña nacional de desobediencia civil. Las principales carreteras de Tiflis quedaron bloqueadas durante seis horas, lo que provocó la paralización del tráfico en la ciudad. La oposición dijo que la misma acción se repetirá todos los días.

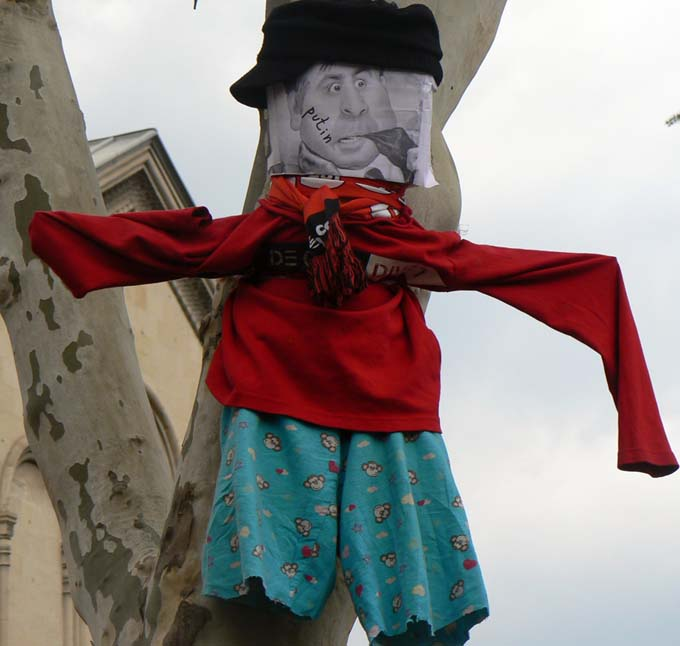
Marioneta con cara de Mijeíl Saakashvili

La oposición georgiana dijo el 12 de abril de 2009 que continuaría su protesta pacífica exigiendo la dimisión del presidente Mijeíl Saakashvili, a pesar de su decisión anterior de realizar una pausa por una festividad religiosa.
El 13 de abril de 2009, los manifestantes establecieron un campamento frente a la oficina del presidente Saakashvili y los líderes de la oposición declararon que estaban dispuestos a mantener conversaciones con el presidente, pero que una elección era la única forma de salir del estancamiento.
Los líderes de la oposición se han comprometido a mantener las protestas pacíficas, pero el 6 de mayo de 2009, los manifestantes y la policía se enfrentaron cerca de una base policial. El Ministerio del Interior dijo que 22 manifestantes y seis policías resultaron heridos. La oposición dijo que varios de sus líderes también fueron tratados en el hospital. Al parecer, los manifestantes se reunieron en la base policial para exigir la liberación de tres activistas de la oposición detenidos por la golpiza a un periodista el 5 de mayo de 2009.
El 26 de mayo de 2009, día de la independencia de Georgia, 60 000 manifestantes se reunieron para exigir la dimisión de Saakashvili. La oposición también ha obligado al gobierno a cancelar el desfile militar anual. Los líderes de la oposición todavía insistieron en que las protestas continuarán hasta que Saakashvili renuncie. Saakashvili, por su parte, reiteró su negativa una vez más.
El 28 de mayo de 2009, varios manifestantes y cinco policías resultaron heridos en un enfrentamiento cerca del lugar de la protesta frente al Parlamento. Según el gobierno de Georgia, al menos un policía fue apuñalado y otros fueron golpeados. Sin embargo, la oposición negó el informe y dijo que unos 20 policías vestidos de civil atacaron a sus partidarios con porras. Imágenes de televisión transmitidas por Maestro TV mostraron a decenas de hombres vestidos de civil chocando entre sí en una pequeña calle cercana al Parlamento. El líder de la oposición, Kakha Kukava, dijo que el enfrentamiento fue "una provocación de un grupo de policías que comenzaron a golpear a la gente". Imágenes de televisión mostraban a varios manifestantes heridos, uno de ellos con sangre en la cabeza.
A mediados de junio de 2009, la policía georgiana se enfrentó violentamente con manifestantes de la oposición en Tiflis.

## Respuesta internacional
En una reunión de los 28 estados de la OTAN y su homólogo georgiano en Bruselas el 5 de mayo de 2009, la OTAN pidió el diálogo entre el gobierno de Georgia y la oposición, reformas para garantizar la libertad de prensa y reunión, y que el gobierno evite la violencia contra las protestas.

## Consecuencias económicas
El 7 de abril de 2009, Fitch Group advirtió que el crédito a largo plazo de Georgia podría rebajarse debido a la inestabilidad política antes de las protestas planificadas. El 9 de abril de 2009, el Primer Ministro de Georgia, Nika Gilauri, advirtió que el enfrentamiento político y las manifestaciones en el país afectarían a la economía georgiana.